# Liste der Bau- und Bodendenkmale im Landkreis Spree-Neiße

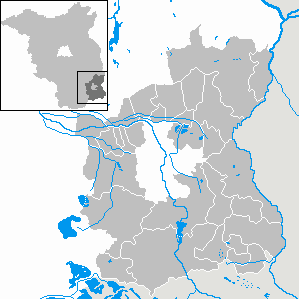
Karte des Landkreises Spree-Neiße

Die Liste der Bau- und Bodendenkmale im Landkreis Spree-Neiße enthält die Kulturdenkmale (Bau- und Bodendenkmale) im Landkreis Spree-Neiße. Grundlage der Einzellisten sind die in den jeweiligen Listen angegebenen Quellen. Die Angaben in den einzelnen Listen ersetzen nicht die rechtsverbindliche Auskunft der zuständigen Denkmalschutzbehörde.

## Aufteilung
Wegen der großen Anzahl von Kulturdenkmalen im Landkreis Spree-Neiße ist diese Liste in Teillisten nach den Städten und Gemeinden aufgeteilt. Bei Orten innerhalb des sorbischen Siedlungsgebiets ist der sorbische Ortsname in Klammern angegeben.
| Stadt/Gemeinde                       | Karte | Denkmallisten                       | Bild eines Denkmals         |
| ------------------------------------ | ----- | ----------------------------------- | --------------------------- |
| Briesen (Brjazyna)                   |       | - Baudenkmale - Bodendenkmale       | Dorfkirche                  |
| Burg (Spreewald) (Bórkowy)           |       | - Baudenkmale - Bodendenkmale       | Bahnhof Burg (Spreewald)    |
| Dissen-Striesow (Dešno-Strjažow)     |       | - Baudenkmale - Bodendenkmale       | Dorfkirche Dissen           |
| Döbern                               |       | - Baudenkmale - Bodendenkmale       | Christuskirche              |
| Drachhausen (Hochoza)                |       | - Baudenkmale - Bodendenkmale       | Feuerwehrgebäude            |
| Drebkau (Drjowk)                     |       | - Baudenkmale - Bodendenkmale       | Schloss                     |
| Drehnow (Drjenow)                    |       | - Baudenkmale - Bodendenkmale       |                             |
| Felixsee (Feliksowy jazor)           |       | - Baudenkmale - Bodendenkmale       | Kirchenruine Reuthen        |
| Forst (Lausitz) (Baršć)              |       | - Baudenkmale - Bodendenkmale       | Wasserturm                  |
| Groß Schacksdorf-Simmersdorf         |       | - Baudenkmale - Bodendenkmale       | Dorfkirche Groß Schacksdorf |
| Guben                                |       | - Baudenkmale - Bodendenkmale       | Hutfabrik Wilke             |
| Guhrow (Góry)                        |       | - Baudenkmale - Bodendenkmale       |                             |
| Heinersbrück (Móst)                  |       | - Baudenkmale - keine Bodendenkmale | Dorfkirche                  |
| Jämlitz-Klein Düben                  |       | - Baudenkmale - keine Bodendenkmale | Michaeliskirche Jämlitz     |
| Jänschwalde (Janšojce)               |       | - Baudenkmale - Bodendenkmale       | Wasserkraftwerk Grießen     |
| Kolkwitz (Gołkojce)                  |       | - Baudenkmale - Bodendenkmale       | Lungenheilstätte Kolkwitz   |
| Neiße-Malxetal                       |       | - Baudenkmale - Bodendenkmale       | Dorfkirche Groß Kölzig      |
| Neuhausen/Spree                      |       | - Baudenkmale - Bodendenkmale       | Schloss                     |
| Peitz (Picnjo)                       |       | - Baudenkmale - Bodendenkmale       | Festungsturm                |
| Schenkendöbern                       |       | - Baudenkmale - Bodendenkmale       | Herrenhaus                  |
| Schmogrow-Fehrow (Smogorjow-Prjawoz) |       | - Baudenkmale - keine Bodendenkmale | Dorfkirche Fehrow           |
| Spremberg (Grodk)                    |       | - Baudenkmale - Bodendenkmale       | Rathaus                     |
| Tauer (Turjej)                       |       | - Baudenkmale - keine Bodendenkmale | Dorfkirche Tauer            |
| Teichland (Gatojce)                  |       | - Baudenkmale - Bodendenkmale       | Neuendorfer Kirche          |
| Tschernitz                           |       | - Baudenkmale - Bodendenkmale       | Friedhofskapelle            |
| Turnow-Preilack (Turnow-Pśiłuk)      |       | - Baudenkmale - Bodendenkmale       | Holländerwindmühle Turnow   |
| Welzow (Wjelcej)                     |       | - Baudenkmale - keine Bodendenkmale | Dorfkirche                  |
| Werben (Wjerbno)                     |       | - Baudenkmale - Bodendenkmale       | Dorfkirche                  |
| Wiesengrund (Łukojce)                |       | - Baudenkmale - Bodendenkmale       | Torbogen Klinge             |